# Мілодон (печера)
Національний монумент Печера Мілодон (ісп. Monumento Natural Cueva del Milodón) — пам'ятка природи в Чилійській Патагонії, розташований за 24 км на південний захід від Пуерто-Наталес та 270 км від Пунта-Аренас.
Парк містить три печери і кам'яну формацію Сія-де-Д'ябло (ісп. Silla de Diablo, «крісло диявола»). Розміри найбільшої печери становлять заввишки 30 метрів, а завглибшки 80 м.
Парк відомий через відкриття в 1896 році залишків шкіри, кісток та інших частин великого ссавця, мілодона (Mylodon darwini). Також були знайдені залишки скелетів людей і їх примітивні знаряддя праці, зроблені з собачих кісток. Вчені висловили здогад про те, що стародавня людина приручала мілодонів і тримала їх у печері як свою домашню худобу. Вік цього поселення близько 12 тисяч років.